# Georg Philipp Harsdörffer

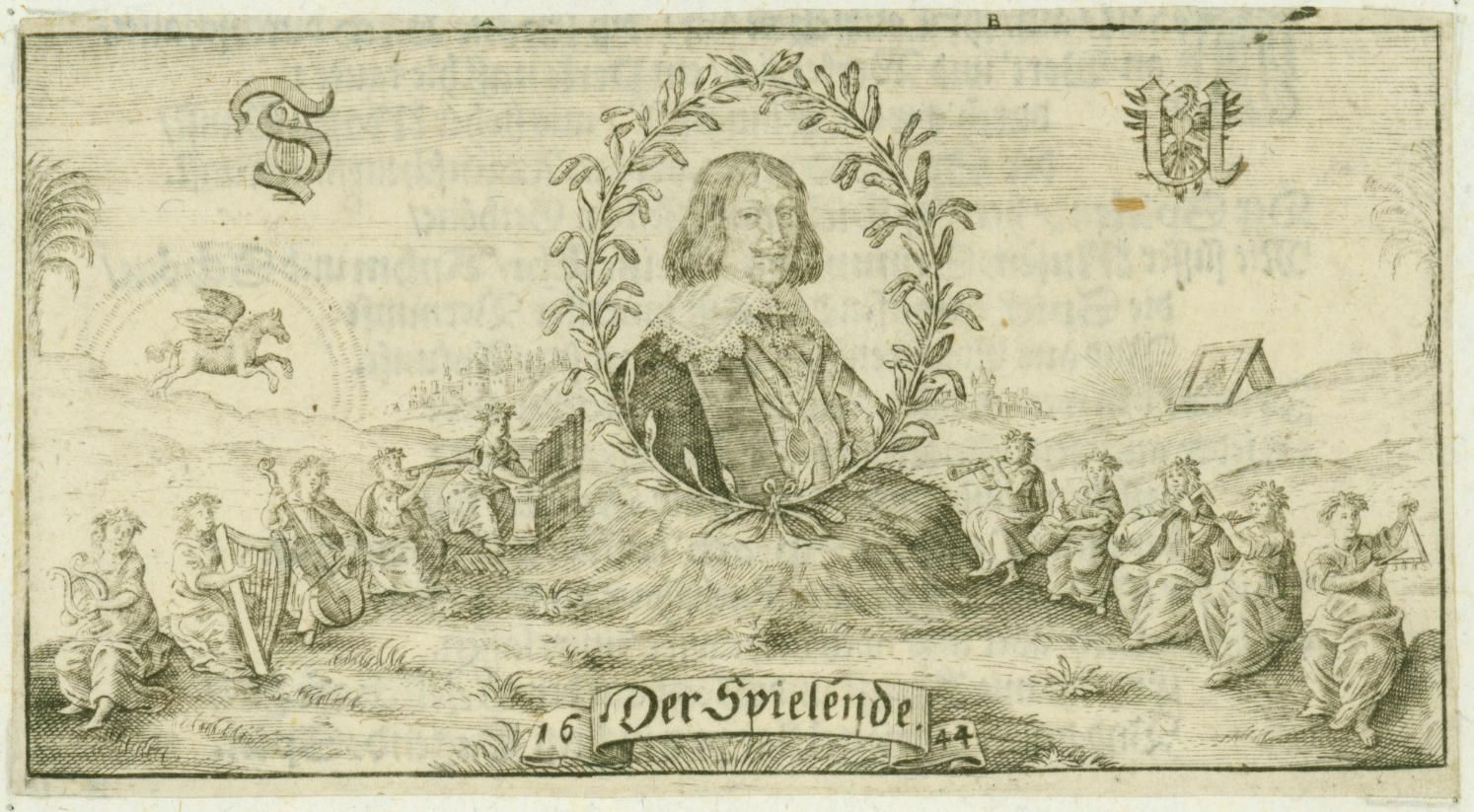
Harsdörffer, Georg Philipp - Der Spielende

Georg Philipp Harsdörffer (1. listopad 1607, Norimberk – 16. září 1658, Norimberk) byl německý jazykovědec, básník a překladatel období baroka.

## Biografie
Narodil se v Norimberku, jeho dnešní části Fischbach bei Nürnberg. Pocházel ze starého norimberského patricijského rodu. Od roku 1623 studoval na univerzitě v Altdorfu bei Nürnberg právo, matematiku, filozofii a jazykovědu.
Byl jedním z předních zastáncům své doby, usilujících v období baroka o péči a čistotu německého jazyka.